# Weingut von Othegraven

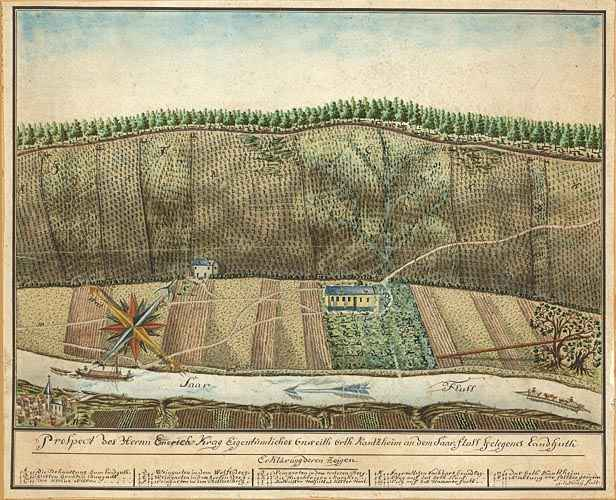
Weingut von Othegraven um 1805 im Besitz von Emmerich Grach (1753–1826)

Blick vom Kanzemer Berg über das Gutshaus, seinen Park und die Saar auf das Dorf Kanzem
(Ortschronik Kanzem 1831)

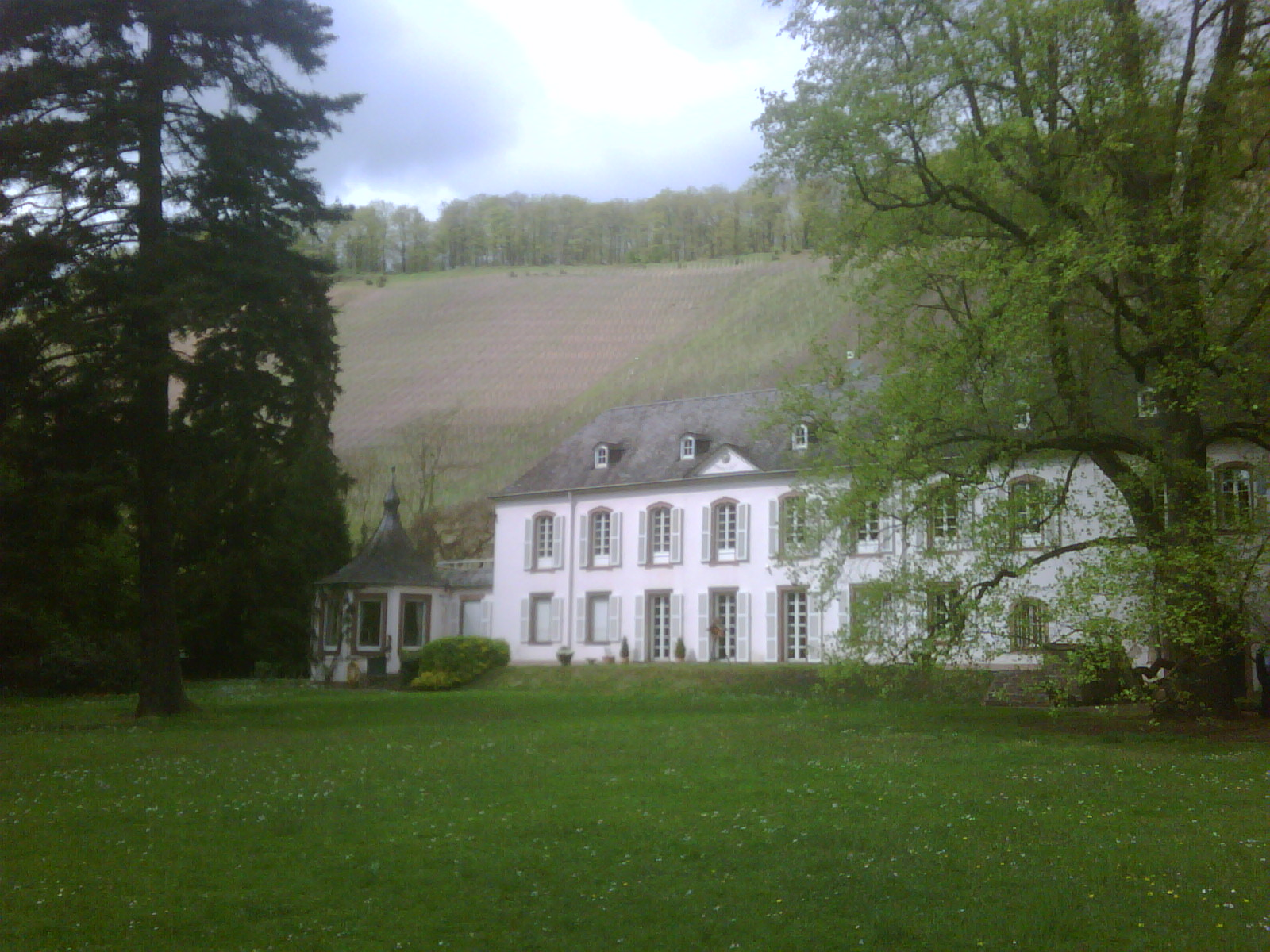
Gutshaus und Park vor dem Kanzemer Altenberg (2011)

Das Weingut von Othegraven ist ein Traditionsweingut im rheinland-pfälzischen Kanzem an der Saar, im Weinbaugebiet Mosel.
Das Weingut hat aufgrund der Erbfolge mehrfach den Namen gewechselt: Bis 1824 hieß es Grach, bis 1881 Weißebach, bis 1954 J. Weißebach Erben, bis 1968 Maximilian von Othegraven, bis 1995 M. von Othegraven. Sein Besitzer gehörte 1874 zu den Gründern des Deutschen Vereins für die Produktion und Konsumtion des Naturweines, des Vorläufers des Deutschen Weinbauverbands. 1908 war das Gut Gründungsmitglied des Großen Ringes Mosel-Saar-Ruwer, 1910 des Verbandes Deutscher Naturweinversteigerer, Vorläufer des Verbands Deutscher Prädikatsweingüter (VDP), der Assoziation der Spitzenweingüter Deutschlands. Der Kanzemer Berg zählte bereits in der preußischen Lagenklassifikation von 1868 zu den Lagen höchster Qualität.
Das Gutshaus, sein englischer Landschaftsgarten und die sich anschließende Lage Kanzemer Altenberg bilden als Gesamtanlage ein Kulturdenkmal und stehen unter Denkmalschutz, eine Auszeichnung, die sich von Othegraven weltweit mit nur wenigen Weingütern teilt. Das Gutshaus und der Gutspark sind Teil des Naturparks Saar-Hunsrück. Der Kanzemer Altenberg, der bis zu 85 Prozent Hangneigung aufweist, bildet mit 250 Metern Hanglänge die längste Steillage Deutschlands und eine der längsten Steillagen weltweit.
Das bis in das 15. Jahrhundert nachweisbare Weingut wurde 1654 privates Eigentum des Erzbischofs und Kurfürsten von Trier, Karl Kaspar von der Leyen. Es befindet sich seit 1805 im Besitz des heutigen Eigentümers und seiner Vorfahren, gleich einem Fideikommiss stets ungeteilt vererbt. Dadurch gehört das Weingut zu den wenigen bedeutenden Weingütern, die stets Privatbesitz waren, und nicht zu den ansonsten in Kirchenbesitz befindlichen Spitzenlagen, die erst nach 1803 im Zuge des Reichsdeputationshauptschlusses in weltliche Hände gelangten. 2010 ging das Eigentum in siebenter Generation auf den Journalisten Günther Jauch über. Jauch ist Nachkomme von Emmerich Grach (1753–1826), welcher das Weingut 1805 von Reichsgraf Philipp von der Leyen-Hohengeroldseck erwarb. An den vom Weingut von Othegraven stammenden Krematoriumswein des Jahrhundert-Jahrgangs 1921 erinnert der seit 1988 jährlich in Trier von der Prinzenzunft der Stadt Trier 1987 e. V. verliehene, nach seinem Stifter benannte Franz-Weißebach-Preis.

## Geschichte
Als die Römer vor 2000 Jahren an die Saar kamen, trieben dort bereits die keltischen Treverer Weinbau. Die Römer verfeinerten die Methoden und pflanzten Reben in großem Stil an. Seit dem 2. bis 4. Jahrhundert waren alle geeigneten Flächen bei Kanzem mit Wein bewachsen. Im Mittelalter setzten die Klöster den Weinbau fort. In das Jahr 1381 fallen die Anfänge des am Kanzemer Altenberg gelegenen ehemaligen Weinguts des Prämonstratenserklosters Wadgassen, das inzwischen dem Priesterseminar Trier gehört. 1787 verfügte Clemens August, letzter Erzbischof und Kurfürst von Trier, dass in seinem Herrschaftsbereich nur noch Riesling zu kultivieren sei. Zwar bildete Kanzem – wie auch Wiltingen – seit dem 11. Jahrhundert eine Enklave des Herzogtums Luxemburg, wurde jedoch 1795 unter französischer Herrschaft dem Département des Forêts zugeschlagen und auf dem Wiener Kongress 1815 dem neu gebildeten Landkreis Saarburg zugeordnet und ist seitdem mit den übrigen Weinbaugebieten der Saar auch politisch vereint.

### Eigentümer

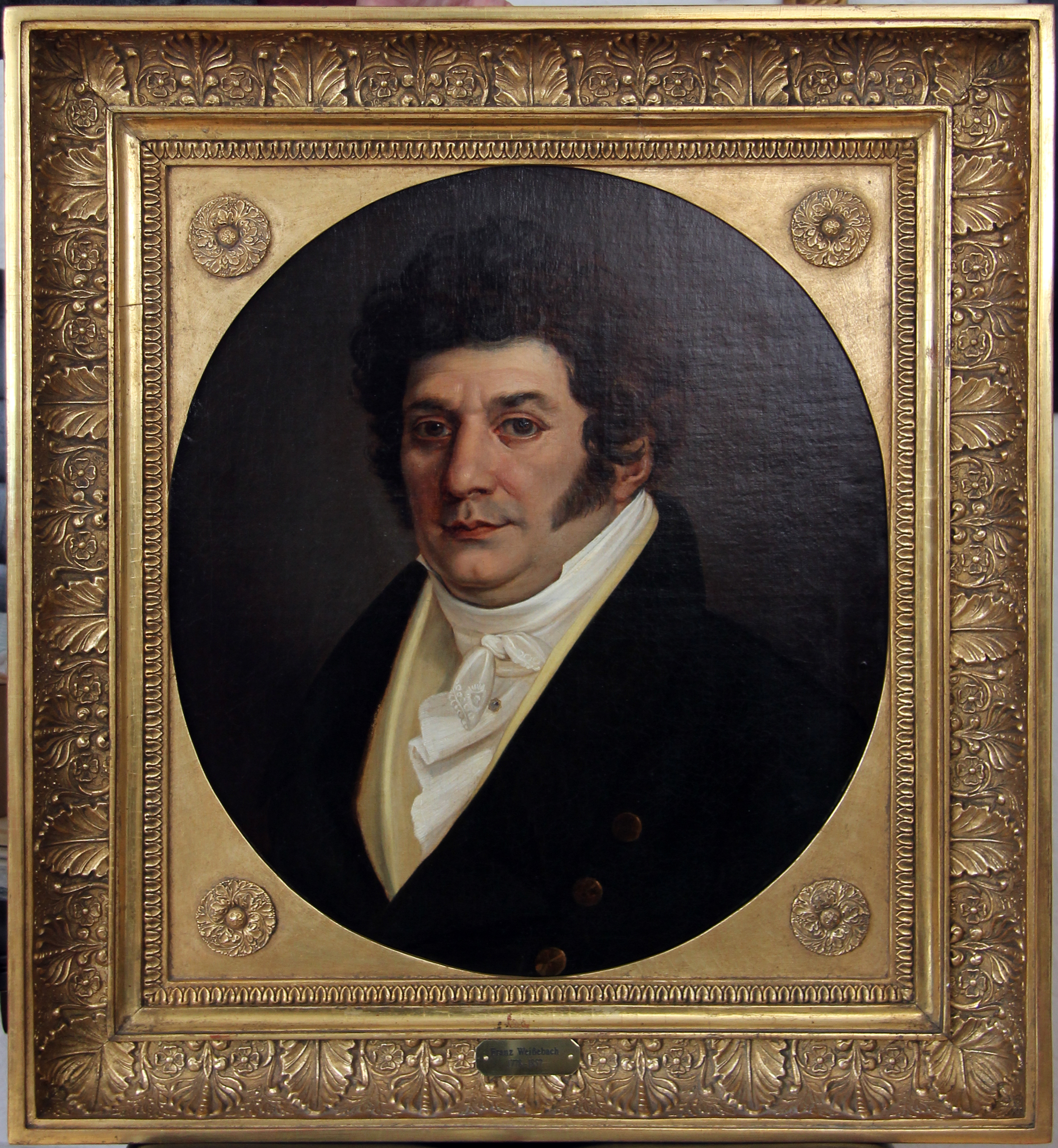
Franz Anton Weißebach (1778–1857) (Ölgemälde von J. A. Ramboux)

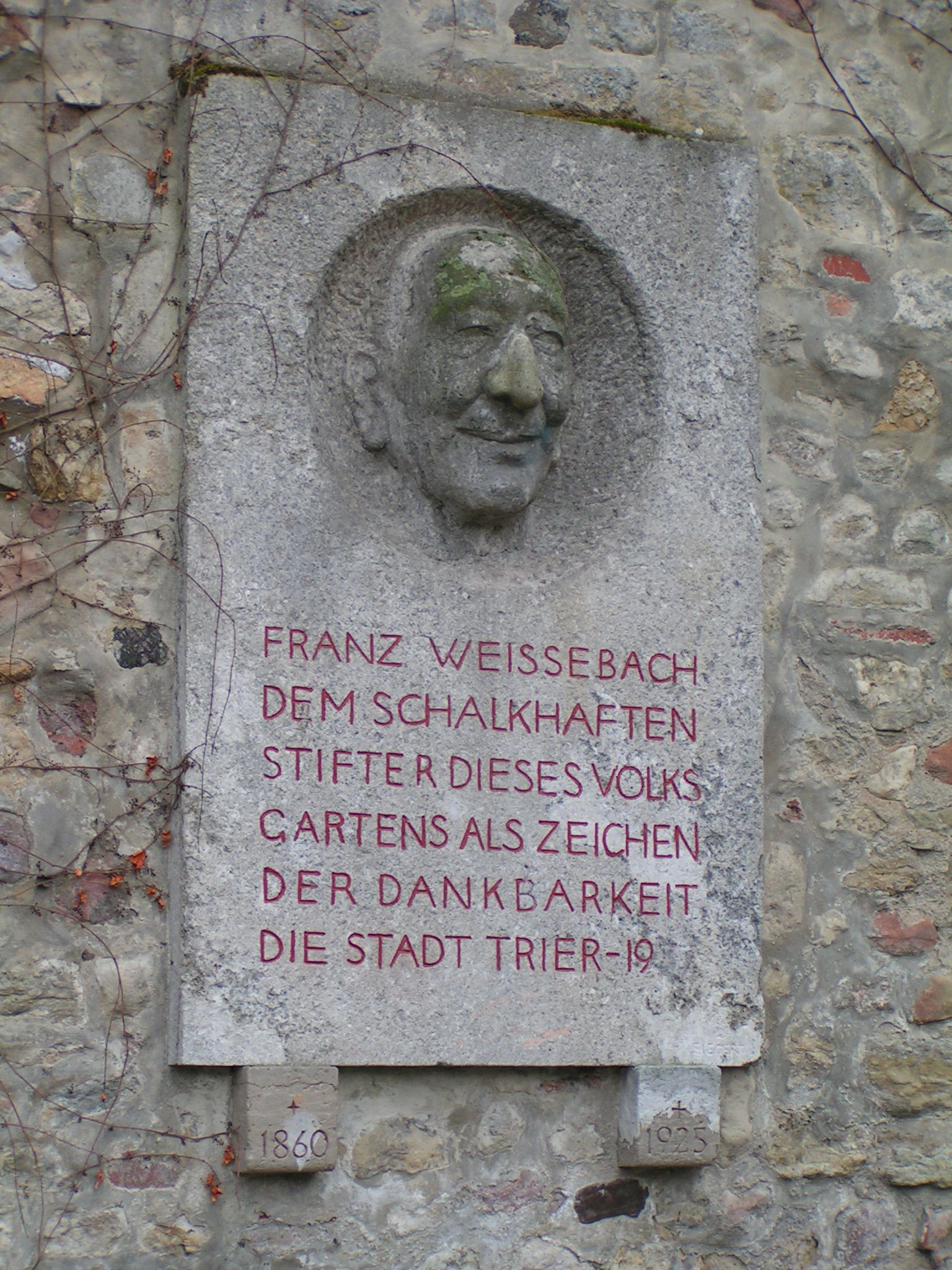
Franz Weißebach (1860–1925) – Gedenktafel an der Stadtmauer im Trierer Palastgarten, hinter der eine Flasche J. Weißebach Erben des Jahrgangs 1921 eingemauert ist

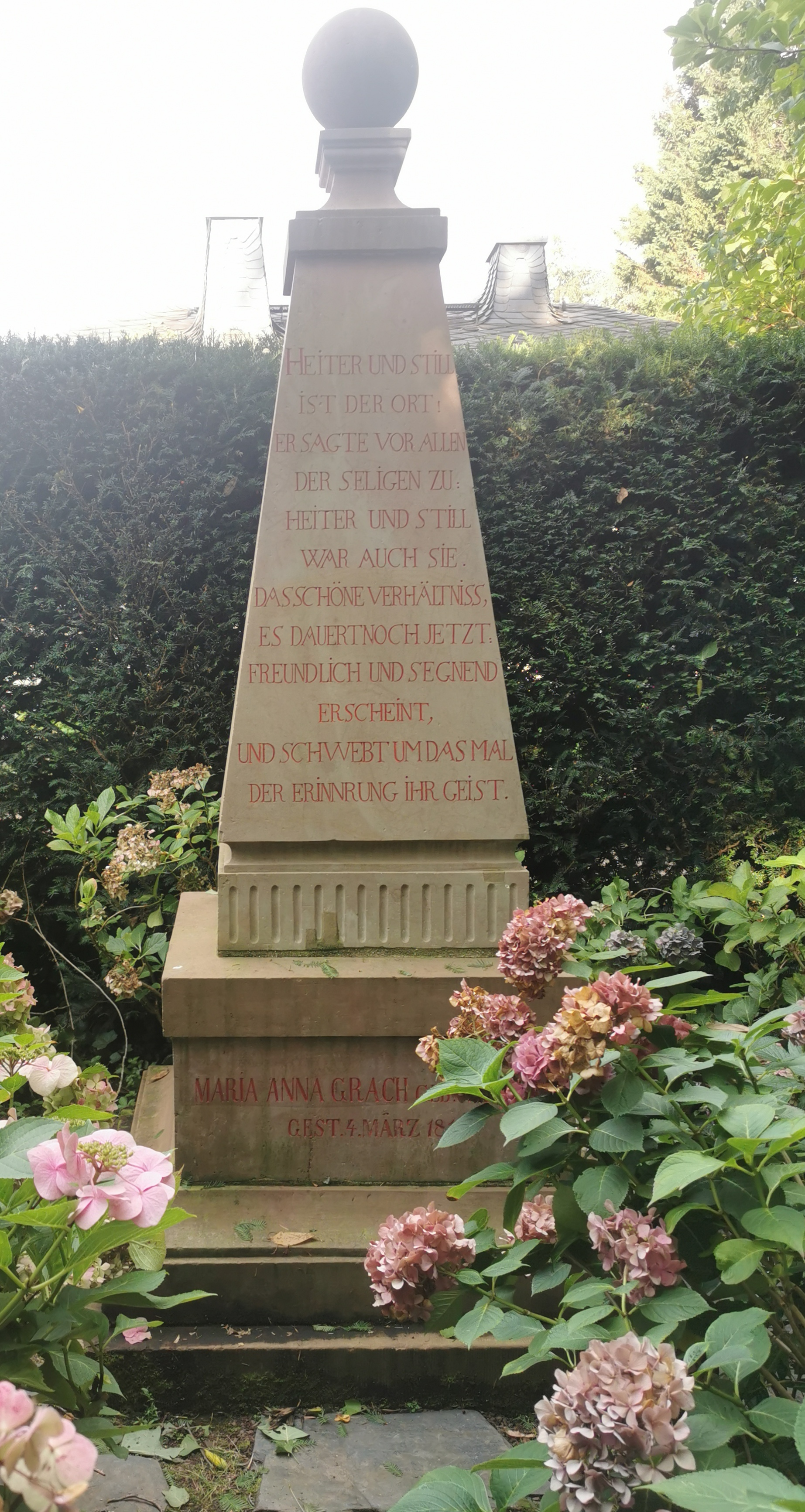
Obelisk im Garten des Weinguts in Erinnerung an Emmerich Grach, seine Ehefrau Anna Maria, geb. Wellken (gest. 1813) und seine Tochter Katharina

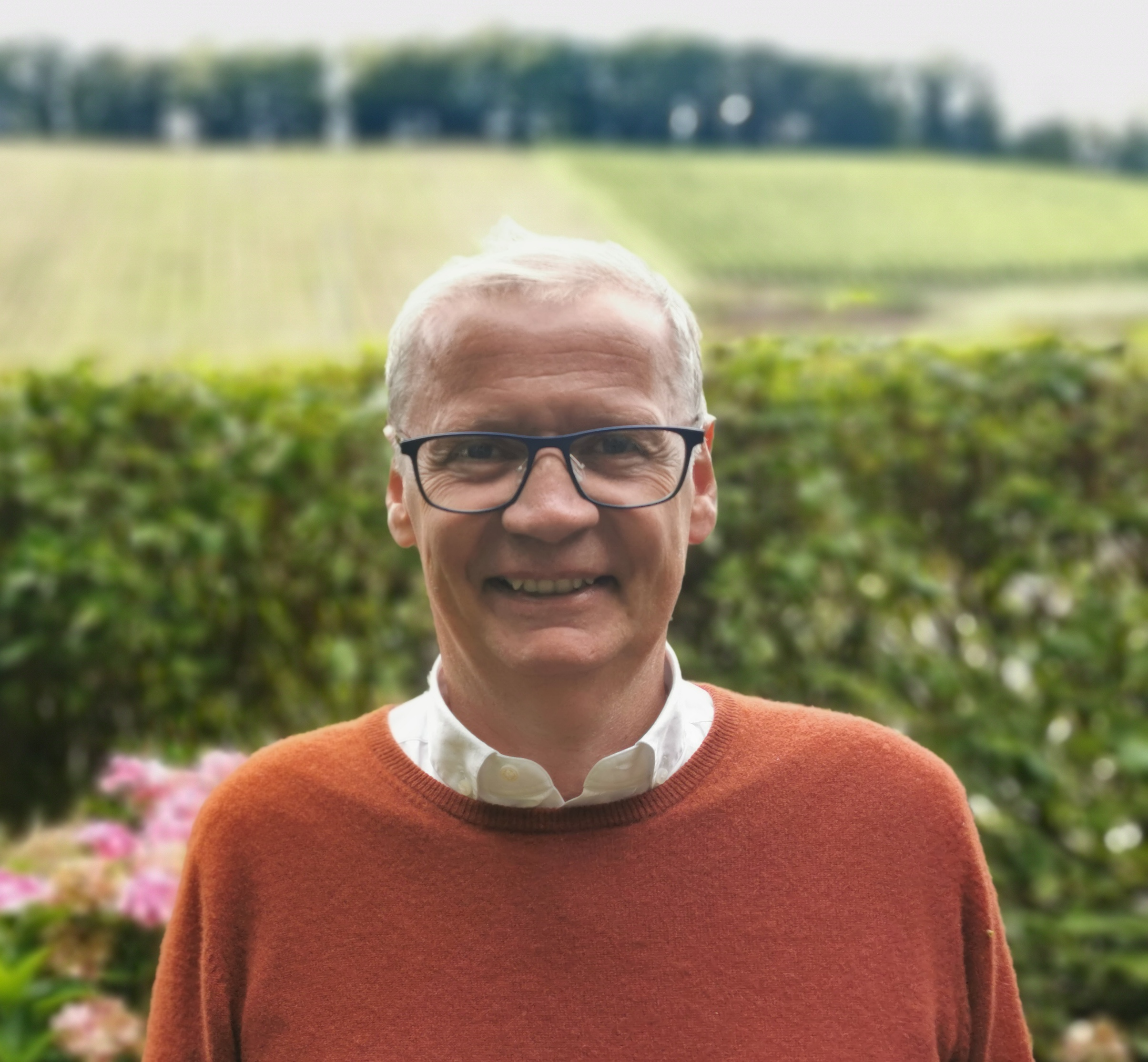
Günther Jauch (2023) vor dem Kanzemer Altenberg

Seit etwa 1500 gehörte das Weingut der Familie von Metzenhausen. 1604 errichtete der damalige Besitzer Peter von Metzenhausen ein Kelterhaus, das noch heute den Baukern des Gutshauses bildet. 1654 kam das Gut in den Besitz der Familie von der Leyen. Im Reichsdeputationshauptschluss 1803 verloren die von der Leyen ihre linksrheinischen Besitzungen. In der Folge erhielt Reichsgraf Philipp von der Leyen-Hohengeroldseck (1766–1829) durch kaiserlich-französisches Dekret jedoch einen Teil des Besitzes zurück, darunter das Weingut in Kanzem.
1805 verkaufte er das Weingut an den Trierer Fabrikanten, Kaufmann und Beigeordneten Emmerich Grach (1753–1826). Dieser hatte bereits 1803 mit Peter Ludwig Mohr, dem späteren Schwiegervater seines Sohnes Johann Georg, eine Hälfte des säkularisierten Weinguts der Trierer Reichsabtei St. Maximin in Oberemmel erworben, dessen heutiger Eigentümer, Eberhard von Kunow, seit 2004 fünfter Vorsitzender des Großen Ringes VDP Mosel-Saar-Ruwer ist. 1806 kaufte Grach in Kues das Drittelgut des Barons de Baring und in der Folge das Weingut Josef Sproß. 1812 erwarb er von dem Trierer Bankier Johann Josef Reverchon dessen Weingut in Wawern, das ehemalige Hofgut des Trierer Domkapitels mit der Lage Wawerner Herrenberg. Mit seinem Sohn Joseph nahm Grach einen Weinhandel auf von Oberemmel nach Bonn, Köln, Düsseldorf und Mülheim. Grachs Tochter Katharina (1789–1826), die mit Franz Anton Weißebach (1778–1857) verheiratet war, erhielt das Kanzemer Weingut, inzwischen um die hinzugekauften Flächen des Luxemburgers de Waha am Kanzemer Altenberg vergrößert, 1824 von ihrem Vater übergeben, starb aber nur zwei Monate nach seinem Tod.
Das Weingut kam in den Besitz des Sohnes Julius Weißebach (1822–1881) und seiner Frau Anna Maria Schoemann (1833–1899). Deren Kinder führten den Gutsbetrieb in ungeteilter Erbengemeinschaft als J. Weißebach Erben fort, wobei Carl Weißebach das Gut verwaltete. Sein Bruder Franz Weißebach (1860–1925) wurde bekannt als schalkhafter Stifter des Krematoriumsweins und des Trierer Palastgartens. Die Brüder waren kinderlos, so dass Carl Weißebach das Gut 1922 an seinen Neffen Maximilian von Othegraven aus der Ehe seiner Schwester Josephine Weißebach (1859–1934) mit dem Großkaufmann Wilhelm von Othegraven (1842–1915) übergab. Mitte der 1950er Jahre erwarb Maximilian von Othegraven die Anteile seiner Geschwister bzw. seines Schwagers Hans Jauch und nannte das Weingut Maximilian von Othegraven. Nach seinem Tod 1968 führte seine Witwe Maria von Othegraven, geb. Baum, (1899–1995) das Weingut unter dem Namen M. von Othegraven fort. Auch diese Ehe war kinderlos. 1995 erbte Dr. Heidi Kegel, geb. Baum, Nichte von Maria von Othegraven, das Weingut, das seitdem den Namen von Othegraven führte. 2010 verkaufte sie das Weingut an Günther Jauch, einen Enkel von Elsa von Othegraven, und damit wieder in die Linie der direkten Nachfahren Emmerich Grachs.

### Gutshaus
Das bereits Anfang des 17. Jahrhunderts dokumentierte Kelterhaus wurde von Emmerich Grach zu Beginn des 19. Jahrhunderts um einen Wohntrakt erweitert und als Sommersitz genutzt. 1875 wurde der Wohnteil des bis dahin eingeschossigen Kelter- und Wohnhauses aufgestockt. 1925 wurde das Kelterhaus erneuert. Ende des Zweiten Weltkriegs wurde das Gutshaus durch vorrückende amerikanische Truppen zerstört, die am 24. Februar 1945 auf der gegenüberliegenden Saarseite Kanzem erreicht hatten. Die Wehrmacht hatte zuvor den Saargau aufgegeben und sich hinter die Saar zurückgezogen. „Als die Kampfhandlungen zu Ende waren, lag das Wrack eines amerikanischen Kampfflugzeugs im Scharzhofberg, das Gutshaus von Weißebach Erben (heute von Othegraven) in Kanzem war durch Artilleriebeschuss schwer beschädigt, der Kanzemer Berg (Altenberg), an dessen Fuß die Wehrmacht eine Artilleriestellung aufgebaut hatte, war durch Schützengräben und Bombentrichter in Mitleidenschaft gezogen.“ In den Jahren 1954 bis 1956 entstand ein Neubau nach Plänen des Trierer Stadtbaumeisters Heinrich Otto Vogel (1898–1994), der die erhaltenen tonnengewölbten Keller und Mauerteile des ersten Kelterhauses einbezog. Vogel war einer der Hauptvertreter der „interpretierenden Denkmalpflege“, „welche den alten Baugedanken aus dem Geist und mit den Mitteln unserer Zeit“ auslegte. Dementsprechend lehnt sich der Neubau an die bauliche Tradition an. Über dem Eingang eingemauert ist das auf 1604 datierende Wappen derer von Metzenhausen und von Hagen neben dem Allianzwappen von Othegraven-Streithagen. „Dieses Weingut gehört zu den schönsten Anlagen“ (Stuart Pigott) und fügt sich harmonisch zu dem Dorf Kanzem, Seriensieger des Wettbewerbs Unser Dorf hat Zukunft und Zweiter Sieger des Europäischen Dorferneuerungspreises 2000.

### Park
Der Park ist in einem Bestandsplan von ca. 1805 als Baumgarten mit angrenzendem Wiesenland verzeichnet. 1812 wurde das Gelände zu einem Park umgestaltet. Seine heutige Gestalt erhielt der Park in den 1950er Jahren. Er ist als englischer Landschaftsgarten ausgestaltet und umfasst eine Fülle seltener und exotischer Gehölze, die eine dendrologisch außergewöhnliche Sammlung mit fast fünfzig verschiedenen Baumarten bildet. Im Park befindet sich ein kugelbekrönter Gedenkobelisk der Familien Grach und Weißebach aus der Zeit um 1812.

### Weine

Titelblatt der Weinpreisliste der Gesellschaft Casino Coblenz 1908

„Um die Wende von 19. zum 20. Jahrhundert wurden für Rieslinge aus den besten Lagen von Mosel, Saar und Ruwer Preise bezahlt, die heute fast märchenhaft klingen. […] Für ein rund 950 Liter fassendes Fuder aus der Lage Canzemer Berg, dem heutigen Altenberg, etwa erzielte das Weingut J. Weißebach Erben zwischen 1893 und 1911 im Durchschnitt 2343 Goldmark. In heutigen Preisen wären das etwa 25.000 Euro.“ Der Stundenlohn eines Weinbergsarbeiters betrug zur gleichen Zeit 23 Pfennig, was in heutigen Preisen rund 2,50 Euro gewesen wären. Der Erlös eines Fuders Wein deckte zu jener Zeit leicht die Betriebskosten des gesamten Jahres.
In der Jubiläums-Liste der Weine der Bürgergesellschaft Casino Coblenz zu ihrem hundertjährigen Bestehen 1908 wurde eine Flasche einfacher 1904 Canzemer J. Weißebach Erben mit 5 Mark angeboten, während ein 1893 Château Lafite 3 Mark kostete.
In einem Zeitungsbericht hieß es am 24. April 1925, dem dritten Tag der Trierer Versteigerung der Naturweinversteigerer des VDNV, später umbenannt in VDP: „Bei den Frühjahrsweinversteigerungen haben Saarweine die bisher höchsten Preise erzielt. Bei der gestrigen Versteigerung im Kathol. Bürgerverein wurde für ein Fuder Canzemer Berg Auslese der Erben J. Weißebach zu Canzem 14.260 Mk. bezahlt, ein Preis, der seit der Inflationszeit im hiesigen Weinanbaugebiet sonst noch nicht erreicht worden war.“ Das entsprach auf 2008 umgerechnet einem Kaufpreis von etwa 56.500 Euro, entsprechend einem Preis von über 40 Euro für eine 0,7 Liter-Flasche.
Während Maximilian von Othegraven teils als Visionär hochwertigen Weins angesehen wurde, gilt die Zeit des Weinguts unter seiner Witwe Maria von Othegraven häufig als Zeit eines „Dornröschenschlafs“ (Stuart Pigott). Das blendet die damaligen Verhältnisse aus: „Für den Weinbau an Mosel, Saar und Ruwer brach mit den siebziger Jahren eine gleich in mehrfacher Hinsicht harte Zeit an. In vielen Jahren wurden die Trauben kaum reif, so dass Kellereien wie auch manche Winzer den Wein auf nahezu jede erlaubte und auch auf manch unerlaubte Weise ‚verbesserten‘. In Deutschland wie auf vielen Exportmärkten waren nun süße Spätlesen ‚Kult‘. Wer keine geeigneten Moste im Keller hatte, dem konnte mit Flüssigzucker im Handumdrehen geholfen werden. Wer sich auf diesen Betrug nicht einließ, hatte nicht selten das Nachsehen.“ Selbst Werner Tyrell, Großneffe zweiten Grades von Anna Maria Weißebach (geb. Schoemann) und Ehrenpräsident der deutschen Winzerschaft, wurde der Weinfälschung überführt und musste sämtliche Ämter niederlegen. Sein Weingut Karthäuserhof wurde für einige Jahre aus dem Verband ausgeschlossen. Die Staatsanwaltschaft beim Landgericht Mainz führte in jener Zeit in nur fünf Jahren 2600 Strafverfahren wegen Weinpanscherei. – nur die Spitze des Eisbergs. In dieser Zeit hielt Maria von Othegraven an den alten Traditionen, vor allem der unbedingten Naturreinheit, fest. Ihrer Nichte Heidi Kegel, „Grande Dame von der Saar“, wird attestiert, das Weingut wieder zu alter Größe geführt zu haben. Von 1999 bis 2004 wurde sie bei ihrer Aufbauarbeit von Stefan Kraml als Betriebsleiter unterstützt, der dann zum Weingut Maximin Grünhaus wechselte (auch hier besteht weitläufige Verwandtschaft: Renate von Schubert auf Grünhaus, geb. Freiin von Pechmann, ist eine Nachfahrin der Jauchs).

## Anbaufläche und Rebsorten

Rückkehr von der Weinlese
(Fresko von J. A. Ramboux 1828, Cousin von Katharina Weißebach)

Die Anbaufläche beträgt etwa 12,5 Hektar. Von Othegraven gehört damit zu den elf größten der über 300 Weinbaubetriebe an der Saar. Der „Großgrundbesitz hat den Saarweinen stets eine besonders sorgfältige Pflege und Reinerhaltung gesichert […] Von diesem vorzüglichen Ruf der Saarweine großer Güter haben naturgemäß auch die kleineren Winzer ihren Nutzen.“ Die Einzellagen sind ausschließlich Saarweinlagen der Kategorie Erste Lage: Kanzemer Altenberg, an dem das Gut reichlich 7 Hektar Anbaufläche Besitz hat, bildet die traditionell größte Einzellage, Wiltinger Kupp und Ockfener Bockstein. Nur die Rebsorte Riesling wird angebaut – „ausschließlich Steillagen, ausschließlich Riesling“, lautet die Bewirtschaftungsmaxime. Der Boden am Kanzemer Berg ist grünlich-grauer Devon-Schiefer-Verwitterungsboden mit Spuren von Eisenoxid, die den Untergrund rötlich schimmern lassen. Der Kanzemer Berg hat eine Süd-Süd-Ost-Ausrichtung.
Die Hektarerträge wurden für die letzten Jahre mit 28 bis 49 Hektoliter je Hektar mitgeteilt, bei durchschnittlichen Mostgewichten von 87 bis 93 Grad Oechsle. An der Saar ist das Klima insgesamt kühler als an der Mosel. Auch die Erträge, die sich hier erzielen lassen, sind geringer. Die durchschnittlichen Vergleichserträge im Bereich Mosel liegen für das ertragsschwache Jahr 2009 beispielsweise bei 90 Hektoliter je Hektar.
Produziert wird u. a. neben Weinen der höchsten Klassifikationsstufe Großes Gewächs der Zweitwein Max.
Der langgestreckte Kanzemer Altenberg ist im Vergleich zu den Anbaugebieten an Mittel- und Untermosel weniger windgeschützt. Das hat eine ausgeprägte Stahligkeit seiner Weine zur Folge. Damit und mit der ausgeprägtesten Säure aller regionalen Rieslinge stellen die Saarweine insgesamt, besonders typisch der Kanzemer Altenberg, eines der Extreme des Saar-Mosel-Ruwer-Gebiets dar. Der große Johnson urteilte: „Überaus klassische Saarrieslinge.“

## Sekt
Außer Rieslingweinen produziert das Weingut den Riesling-Sekt von Othegraven brut bzw. von Othegraven Prestige brut nature, die nach traditionellem Verfahren in der Flasche vergoren, von Hand gerüttelt und degorgiert werden.

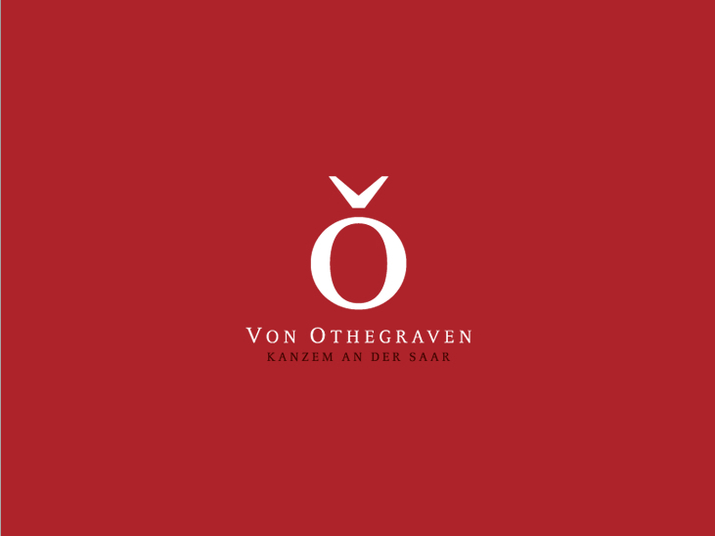

## Auszeichnungen
Von Othegraven wird allseits als Spitzenweingut anerkannt, in jüngerer Zeit zum Beispiel im Eichelmann 2010, bei Fine Wines International, im Gault-Millau, beim Meran WineFestival, in Robert Parker’s Wine Guide, bei Wein-Plus und im Wine Spectator.
2011 erhielt das neue Design der Weinflaschen den red dot design award.

## Zitate
„Ein Kleinod von Weingut, das in dieser Güte und mit einem solch attraktiven Lagenbesitz äußerst rar ist. Jauch setzt die mehr als 200-jährige Familientradition fort […] Wir freuen uns auf Herrn Jauch als neues Mitglied in unserem Verband und sind überzeugt, in ihm einen Mitstreiter für die hohen Qualitätsideale des VDP zu haben.“

„An der Saar gibt es momentan zwei Zeitrechnungen: vor und nach der Ankunft Günther Jauchs. Der Unterschied ist, dass mit Jauch vieles leichter geht. Unter den Winzern wird er „JJ“ genannt, Joker Jauch. Seinetwegen ist die Saar in aller Munde, diese zu Rheinland-Pfalz zählende Weinregion, die sich am Fluss entlang gerade mal 30 Kilometer von Konz bis Serrig erstreckt. ... Mit Jauch scheint hier Leben und Zuversicht eingekehrt zu sein. Söhne und Töchter wollen auf einmal wieder die elterlichen Weingüter übernehmen, es gab Jahre, da galten die als Last und Bürde.“